# 고바야시 다다오
고바야시 다다오(일본어: 小林 忠生, 1930년 7월 7일 ~ )는 일본의 전 축구 선수이다.

## 국가대표팀 경력
그는 1956년 하계 올림픽 예선에 참가할 일본 국가대표팀에 발탁되었으며, 6월 3일 대한민국와의 경기에서 데뷔했다. 1956년 하계 올림픽에도 출전했다. 그는 국제 A매치 통산 3경기에 출전했다.

## 통계
| 일본 | 일본 | 일본 |
| 연도 | 출전 | 득점 |
| ---- | ---- | ---- |
| 1956 | 3    | 0    |
| 통산 | 3    | 0    |